# Список островов Малайзии
Ниже представлен список островов Малайзии.
По данным Департамента Геодезии и Картографии Малайзии (JUPEM), всего в общей сложности в Малайзии имеется 878 островов. В штате Сабах находится самое большое количество островов — 394. Также в стране имеется 510 незначительный географических объектов, включающие в себя скалы, отмели и хребты.

## Крупные острова

### Острова площадью более 250,000 км²
- Борнео, также Калимантан. Разделён между тремя странами: Индонезией, Малайзией и Брунеем.

### Острова площадью более 200 км²
- Себатик, Сабах (разделен с Индонезией)
- Банги (Banggi Island), Сабах
- Бруит (Bruit Island), Саравак

- Лангкави (Langkawi), Кедах
- Пинанг, Пинанг

### Спорные острова
- Спратли

## Малые острова

### Острова площадью менее 200 км²
- Аман (Pulau Aman), Пинанг
- Аур (Pulau Aur), Джохор
- Баламбанган (Balambangan Island), Сабах
- Берхала (Berhala Island), Сабах
- Бесар (Малакка) (Pulau Besar, Malacca), Малакка
- Бесар (Джохор) (Pulau Besar, Johor), Джохор
- Бетонг (Pulau Betong), Пинанг
- Бидонг (Bidong Island), Тренгану
- Бодгая (Bodgaya Island), Сабах
- Бохейдуланг (Pulau Boheydulang), Сабах
- Бумбум (Pulau Bum Bum), Сабах
- Карей (Carey Island), Селангор
- Даянг (Pulau Dayang), Джохор
- Джемор (ms:Pulau_Jemor), Селангор
- Дуюнг (Pulau Duyung), Тренгану
- Гедунг (Pulau Gedung), Пинанг
- Гая (Pulau Gaya), Сабах
- Индах или Лумут (Pulau Indah), Селангор
- Джамбонган (Jambongan Island), Сабах
- Джереджак (Jerejak), Пинанг
- Капалай, Сабах
- Капас (Kapas Island), Тренгану
- Джарак (Pulau Jarak), Перак
- Кенди (Pulau Kendi), Пинанг
- Кетам, Селангор
- Кланг, Селангор
- Кукуп (Pulau Kukup), Джохор
- Кураман (Kuraman Island), Лабуан
- Лабуан, Сабах
- Ланг Тенгах (Lang Tengah Island), Тренгану
- Ланкаян (Lankayan Island), Сабах
- Лаянг Лаянг (Layang-Layang Island), Сабах
- Либаран (Pulau Libaran), Сабах
- Лигитан, Сабах
- Мабул, Сабах
- Малавали (Malawali Island), Сабах
- Мамутик (Pulau Mamutik), Сабах
- Манукан (Pulau Manukan), Сабах
- Мантанани (Mantanani Islands), Сабах
- Матакинг (Pulau Mataking), Сабах
- Мелака (Pulau Melaka), Малакка
- Пангкор (Pangkor Island), Перак
- Паяр (Pulau Payar), Кедах
- Пеманггил (Pulau Pemanggil), Джохор
- Перак (Pulau Perak), Кедах
- Перхентиан (Pulau Perhentian), Тренгану
- Рава (Pulau Rawa), Джохор
- Реданг (Pulau Redang), Тренгану
- Римау (Pulau Rimau), Пинанг
- Сапи (Pulau Sapi), Сабах
- Селинган (Pulau Selingan), Сабах
- Сепангар (Pulau Sepanggar), Сабах
- Сибу (Pulau Sibu), Джохор
  - Pulau Sibu Besar
  - Pulau Sibu Tengah
  - Pulau Sibu Kukus
  - Pulau Sibu Hujung
- Сипадан, Сабах
- Сулуг (Pulau Sulug), Сабах
- Табаван (Pulau Tabawan), Сабах
- Тенгах (Pulau Tengah), Джохор
- Тенгол (Pulau Tenggol), Тренгану
- Тига (Pulau Tiga), Сабах
- Тигабу (Pulau Tigabu), Сабах
- Тикус (Pulau Tikus), Penang
- Тимбун Мата (Pulau Timbun Mata), Сабах
- Тинги (Pulau Tinggi), Джохор
- Тиоман (Pulau Tioman), Паханг
- Pulau Tukun Perak, Кедах
- Pulau Tukun Tengah, Пинанг
- Руса (Pulau Rusa), Келантан
- Ван Ман (Pulau Wan Man), Тренгану